# Moratalaz
Moratalaz es uno de los 21 distritos que conforman la ciudad de Madrid (Comunidad de Madrid, España). Está situado hacia el sureste de la capital y dividido administrativamente en los barrios de Pavones, Horcajo, Marroquina, Media Legua, Fontarrón y Vinateros. Tiene una población de 95 036 personas y una superficie de 6,34 km², lo que le da una densidad de población de 14 989 hab./km².

## Geografía

### Situación

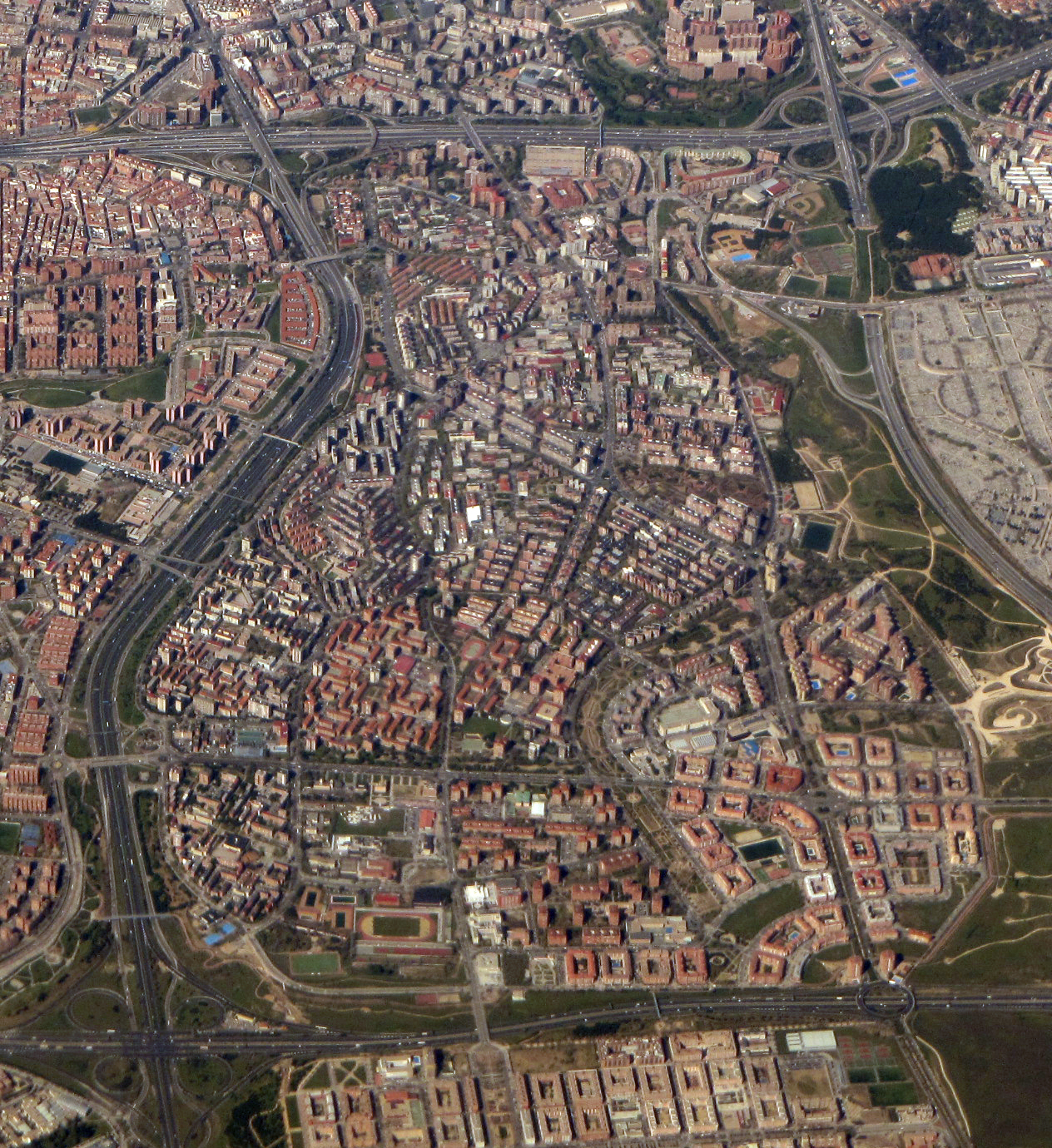
Vista del distrito, confinado por la A-3 (izqda.), la M-30 (arriba), la M-23 (dcha) y la M-40 (abajo)

La antigua Huerta de Moratalaz, así como la Quinta del mismo nombre se encontraban en la ribera oriental del arroyo Abroñigal, ambas en el antiguo municipio de Vicálvaro.
Está localizado al este del municipio de Madrid, y tiene una superficie de 634,42 ha, de las cuales 131,92 (un 20,79%) corresponden a zonas verdes. Está delimitado por cuatro autopistas: M-30 hacia el oeste; M-40 hacia el este; A-3 hacia el sur y la M-23 (eje O'Donnell) hacia el norte.
A su vez Moratalaz limita con los distritos de:
- Vicálvaro, al este, separados por la M-40.
- Puente de Vallecas, al sur, separados por la A-3.
- Retiro, al oeste, separados por la M-30
- Ciudad Lineal, al norte (barrio de La Elipa), separados por la M-23.[3]

### Barrios

Barrios del Distrito de Moratalaz

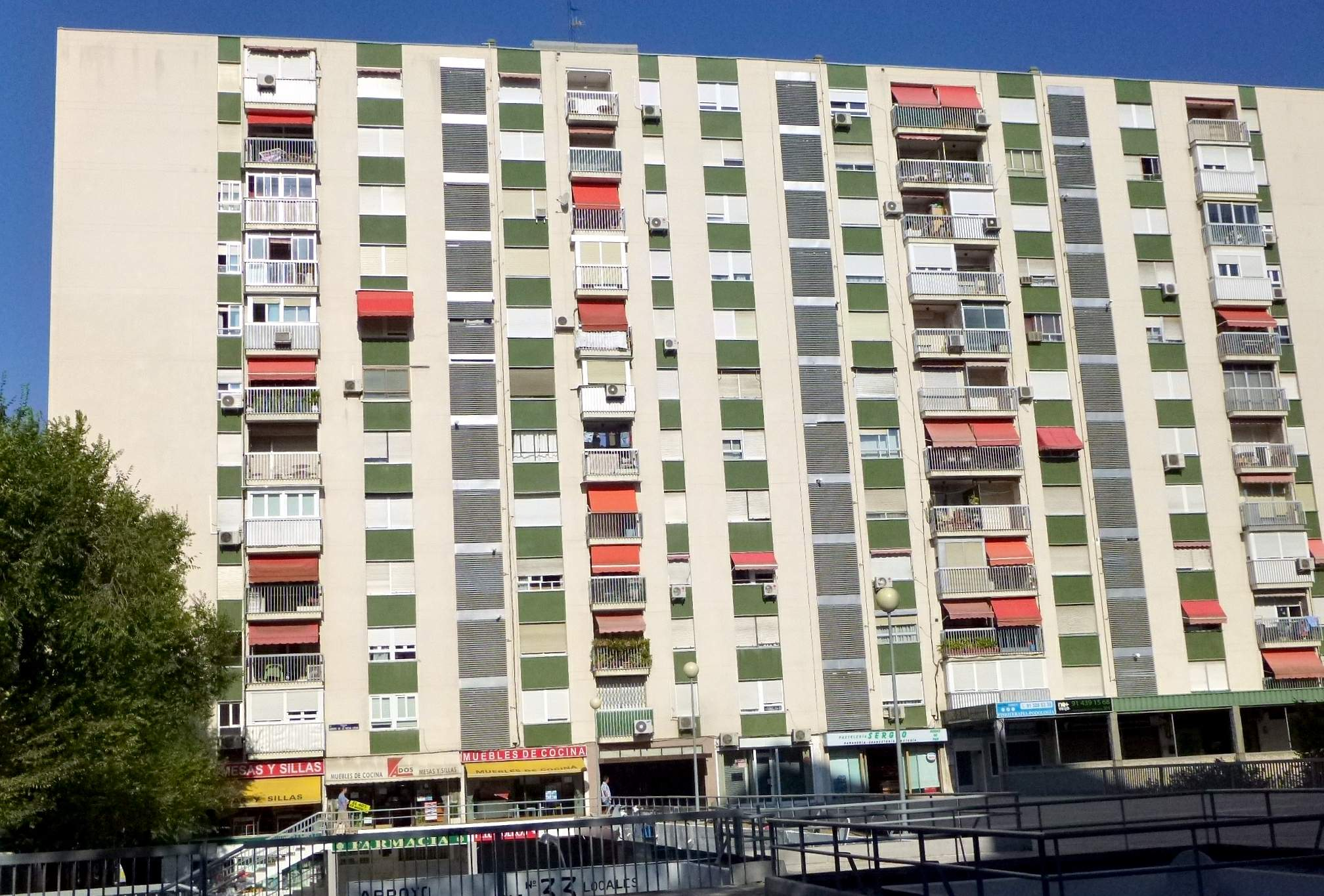
Bloque de edificios característicos de Moratalaz, en la calle Camino de los Vinateros del barrio de Media Legua

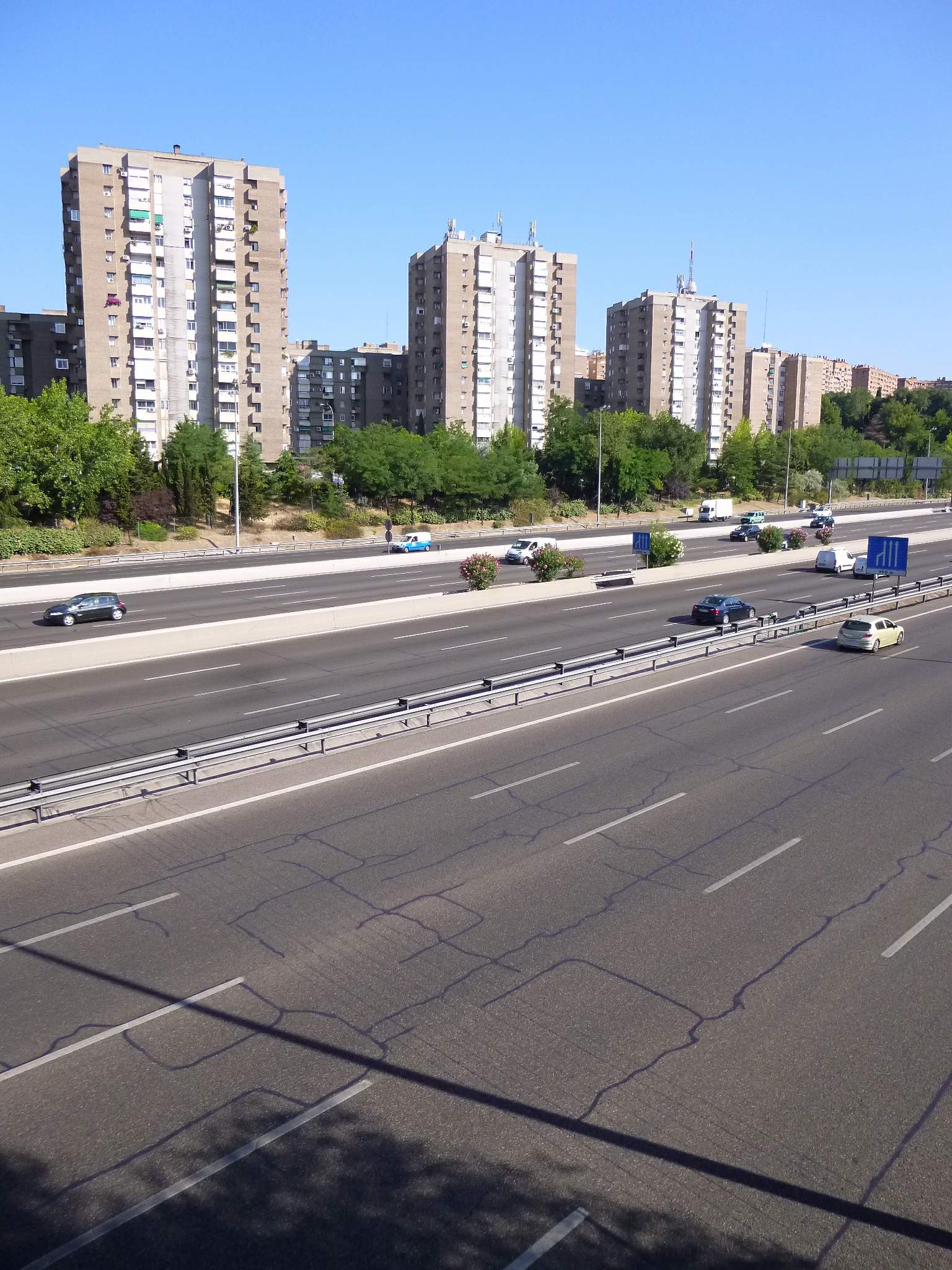
La M-30 a su paso por el extremo oeste oeste del distrito de Moratalaz

### Barrios[2]

#### Pavones
El barrio de Pavones está situado en la parte sureste del barrio, delimitado por las siguientes vías:
- Calle de Luis de Hoyos Sainz.
- Calle de El Cairo.
- Calle de Laponia.
- Autopista M-40.
- Avda. del Mediterráneo (A-3).
- Calle de la Fuente Carrantona.
- Calle de la Encomienda de Palacios.
- Calle del Arroyo de Fontarrón.

En dicho barrio se encuentra la Junta municipal de distrito, el centro de especialidades/ambulatorio de Moratalaz, el intercambiador de Pavones y el polideportivo de Moratalaz.
Asimismo, en este barrio se encuentra el emblemático edificio de la sede española de la Iglesia de Jesucristo de los Santos de los Últimos Días de confesión mormónica, incluyendo el Templo de Madrid de dicha denominación religiosa.

#### Horcajo
El barrio de Horcajo es el más reciente en cuanto a su construcción, conteniendo una pequeña parte del parque Cuña Verde de O'Donnell. Ocupa la esquina noreste del distrito y está delimitado por las siguientes vías:
- C/Luis de Hoyos Sainz
- C/El Cairo
- C/Laponia
- M-40
- M-23
- C/Fuente Carrantona

#### Marroquina
El barrio de Marroquina es uno de los primeros construidos del distrito, conteniendo gran parte del parque Cuña Verde de O'Donnell. Se divide en tres partes, una que contiene viviendas de los años 1950 y 1960 en torno al Camino de Vinateros y la avenida de Moratalaz, otra de viviendas de los años 1990 situada en torno a la avenida del Doctor García Tapia y la zona verde correspondiente a la Cuña Verde de O'Donnell.
Está situado en la parte norte del distrito y delimitado por las siguientes vías:
- C/Luis de Hoyos Sainz
- C/Pico de los Artilleros
- Avda. de Moratalaz
- C/Arroyo de las Pilillas
- C/Arroyo Belincoso
- Avda. Doctor García Tapia
- C/Arroyo de la Media Legua
- M-23
- C/Fuente Carrantona

#### Media Legua
El barrio de Media Legua ocupa la esquina noroeste del distrito. Tiene dos zonas, una situada al sur del Camino de Vinateros con predominio de viviendas de los años 1950-1960 y la situada al norte de dicha vía de viviendas de los años 1970, 1980 y 1990.
Está delimitado por las siguientes vías:
- C/Arroyo de la Media Legua
- Avda. Doctor García Tapia
- C/Arroyo de las Pilillas
- Avda. de Moratalaz
- Avda. de la Paz (M-30)
- M-23

En este barrio se encuentra la principal área comercial del distrito con un Hipermercado Alcampo y un centro para mayores, así como viviendas de protección oficial de los años 1980.

#### Fontarrón
El barrio de Fontarrón en su totalidad se edificó a lo largo de las décadas de 1950 y 1960, añadiéndose algunos edificios de viviendas a posteriori con el barrio ya consolidado. Al sur queda bordeado por zonas verdes.
Ocupa la esquina suroeste del distrito y está delimitado por las siguientes vías:
- Avda. de Moratalaz
- C/Hacienda de Pavones [4]
- C/Fuente Carrantona
- Avda. del Mediterráneo (A-3)
- Avda. de la Paz M-30

#### Vinateros
El barrio de Vinateros se encuentra en el centro del distrito, rodeado de los otros cinco, siendo su eje central la calle Camino de Vinateros.
Está delimitado por las siguientes vías:
- C/Luis de Hoyos Sainz
- C/Fuente Carrantona
- C/Hacienda de Pavones
- Avda. de Moratalaz

Una peculiaridad de Moratalaz es el elevado número de calles que llevan el nombre de Corregidores. Fue la empresa Urbis quien eligió estos nombres. El Corregidor era un funcionario real que ejercía en las ciudades la autoridad judicial, gubernativa y administrativa. El cargo de Corregidor aparece en las Cortes de Alcalá de 1348, y deben su nombre a que son nombrados para “corregir” los abusos de los cargos anteriores. El cargo de Corregidor fue suprimido en el año 1885 para ser sustituidos por los Jueces de Primera Instancia para las funciones judiciales y por los Alcaldes para las funciones administrativas.

## Demografía

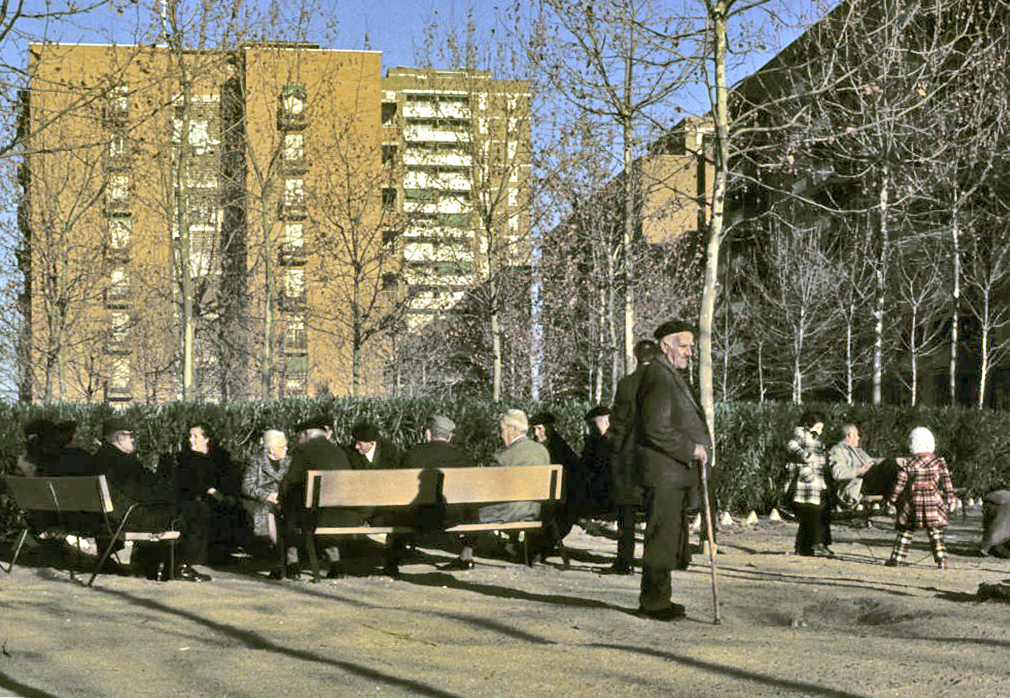
Personas en Moratalaz en 1974

La población en el censo de 2015 era de 95 036 personas.
De los 95 036 habitantes, 43 728 eran hombres y 51 308 mujeres, distribuidos por edades de la siguiente forma:
| Edad | 0 a 4   | 5 a 9   | 10 a 14 | 15 a 19 | 20 a 24 | 25 a 29 |
| ---- | ------- | ------- | ------- | ------- | ------- | ------- |
| Pob. | 3.249   | 3.706   | 4.080   | 4.600   | 5.021   | 4.838   |
| Edad | 30 a 34 | 35 a 39 | 40 a 44 | 45 a 49 | 50 a 54 | 55 a 59 |
| Pob. | 5.341   | 5.839   | 6.642   | 7.680   | 7.888   | 6.534   |
| Edad | 60 a 64 | 65 a 69 | 70 a 74 | 75 a 79 | 80 a 84 | 85+     |
| Pob. | 5.100   | 4.954   | 5.446   | 5.423   | 4.927   | 3.768   |

Según su nacimiento, 7425 eran inmigrantes extranjeros, lo que supone un 7,81 % del total (censo 2015 ), frente al 12,01 % del año 2007.
La renta per cápita anual del fue de 11 723 € en 2000, lo que supuso un incremento con respecto a los años anteriores (10 885 en 1999 y 10 237 en 1998). Está por debajo de la renta per cápita media de la ciudad de Madrid, siendo un 91,81 % en 2000 (91,31 % en 1999 y 90,97 % en 2000). Con respecto a los distritos vecinos, su renta es inferior a la de Ciudad lineal (102,52 %) y Retiro (131,83 %) y superior a la de Puente de Vallecas (64,25 %) y Vicálvaro (72,23 %), situándose en un punto intermedio entre los distritos de mayor renta (noroeste) y los de menor (sureste de la ciudad).
En 2021, la población era de 93 810 personas.

## Historia

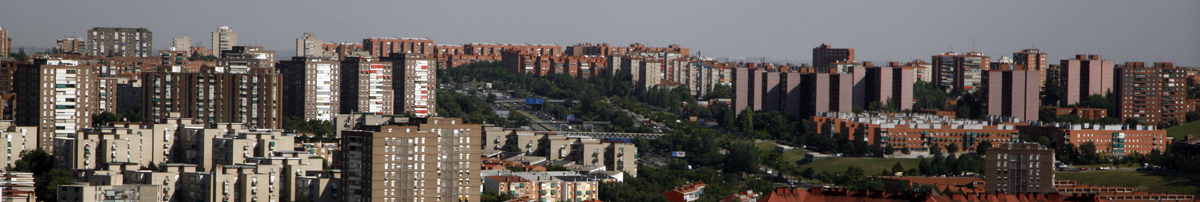
Moratalaz, la autovía del Este y el distrito de Vallecas

Restos epipaleolíticos y neolíticos se han encontrado en el conocido yacimiento epipaleolítico de parque Darwin.Los restos arqueológicos del parque Darwin fueron encontrados en junio de 2005, en el curso de las obras de remodelación de la M-30 y su enlace con la Nacional III, carretera de Valencia, en la zona donde discurría el arroyo de las Moreras, próximo a su confluencia con el arroyo Abroñigal, en la calzada izquierda de la N-III. Los estudios realizados revelaron que se trata de un asentamiento al aire libre de un grupo de cazadores recolectores de la época epipaleolítica, concretamente del Holoceno y, según la prueba del carbono 14, la antigüedad es de unos 9500 años. El yacimiento tiene una longitud de 20 metros y una potencia de 5 a 20 centímetros.
En el año 1206 cuando se encuentra por primera vez el nombre de Morat Alfaz, en una escritura de otorgamiento de posesión sobre una finca de una aldea de Toledo cercana a Illescas. El beneficiario era el maestre de la Orden de Calatrava, don Roy Díaz. La Orden de Calatrava se hizo con la huerta del actual barrio, desde el barrio de la Estrella hasta cerca de la Hacienda de Pavones. El arabista Elías Terés planteó que podría tratarse de un término compuesto de Murat, voz visigótica que significa "en altura", y la árabe "Alfaz": campo sembrado. Se menciona por primera vez a Moratalaz en un documento de 1425, en relación con un litigio. Desde entonces, es citada como Dehesa de Moratalaz o Encomienda de Moratalaz. El Diario de Avisos de Madrid del siglo XIX recoge múltiples anuncios de alquileres de sus huertas.
En enero de 1957, la Inmobiliaria Urbis adquiere la mayor parte del terreno de Moratalaz, recibiendo después del Ministerio de la Vivienda (creado en ese mismo año) la sugerencia de que ejecutase en ella 500 viviendas subvencionadas, en el marco del Plan de Urgencia Social, número que a la empresa le parece demasiado modesto para su capacidad, con lo que concibe un primer proyecto de 5000 viviendas.
El barrio actual surgió como barrio dormitorio de Madrid durante los años 1960. Para vender los pisos, Urbis llevó a cabo un gran despliegue publicitario. “Mi papá ha comprado un piso en Moratalaz”, decía una voz infantil en la radio. Con el tiempo, los vecinos rematarían la frase: “Y desde entonces todos llegamos tarde a trabajar”. Otro de los anuncios, este de Prensa, presentaba a una pareja sentada en un sofá. “Será feo, pero tiene un piso en Moratalaz”, decía la mujer. Un tercero afirmaba: “No se apure...; su coche tiene sitio en Moratalaz”.

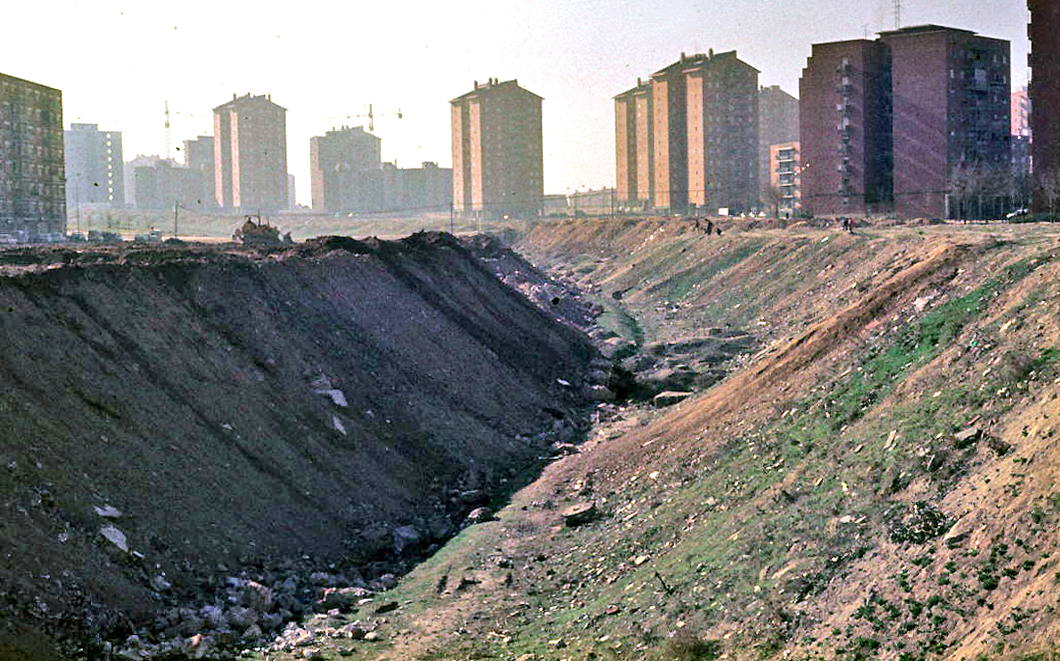
Moratalaz en los años 1970

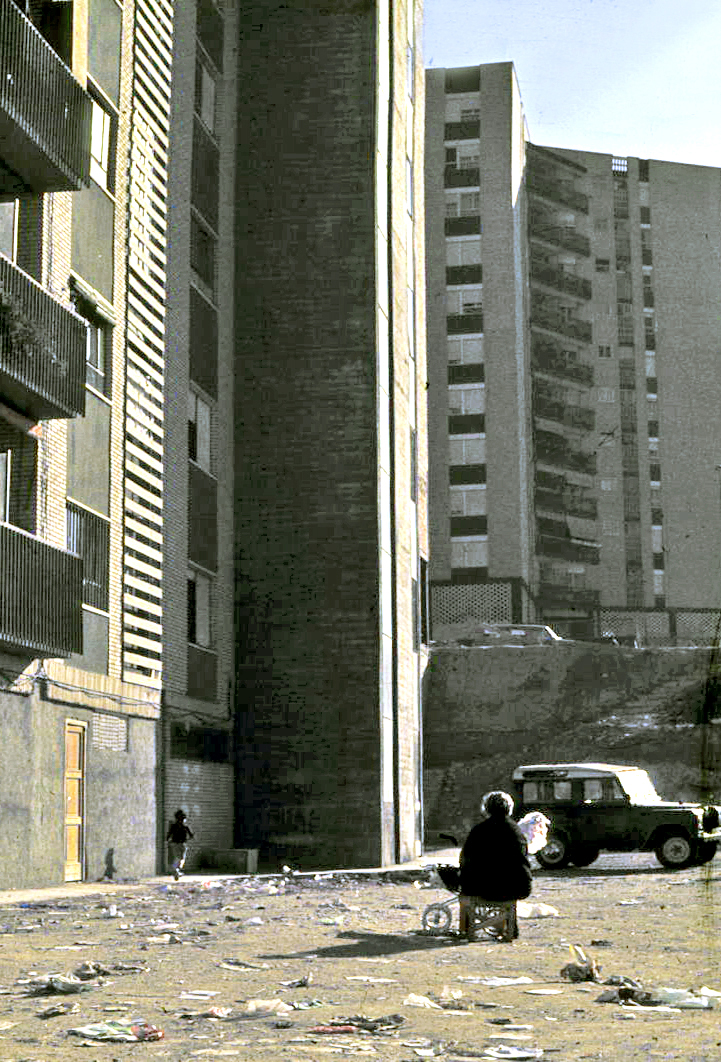
Anciana y basura en Moratalaz en la década de 1970

Durante siglos, y hasta 1959, fue una zona con pequeñas casas de campo y rebaños de ovejas. Una carretera estrecha unía el Puente de Vallecas con el cementerio de la Almudena. Dicha carretera iba desde Peñaprieta, por la Colonia Ferroviaria, por lo que son hoy las calles Corregidor Diego de Valderrábano y Félix Rodríguez de la Fuente, hasta el cementerio. Un autobús recorría diariamente esta carretera. A mitad de camino, se encontraba el barrio de Moratalaz Viejo o barrio de las Latas, una aglomeración de 40-50 viviendas de planta baja, humildes, con una pequeña escuela, un comercio, un bar, y una ermita. Dicho barrio tenía una sola calle sin asfaltar.
Creció en la década de 1960 a partir de la Colonia del Ferrocarril, situada en un apeadero de la antigua línea Vicálvaro-Madrid, perteneciente al llamado ferrocarril del Tajuña. La carretera que partía del sudeste de la capital dio lugar al Camino de Vinateros, una de las avenidas principales del distrito (trasiego de productos no industriales con La Mancha). El alto de propiedad militar donde existía un campo de tiro dio paso a la actual calle del Pico de los Artilleros y la estación de metro de igual nombre.
El primer niño de Moratalaz en nacer fue Luis Rodríguez Albar, el 23 de marzo de 1960, aunque casi todos los niños que vendrían al mundo nacerían fuera de Moratalaz porque no existía ningún tipo de infraestructura sanitaria, algo que los vecinos demandaban. Moratalaz fue conocido durante mucho tiempo como el “barrio del chupete”, debido a la alta natalidad que tenía. Hasta 1963 los bautizos que se hacían en la iglesia del Dulce Nombre, en el vecino barrio de Doña Carlota.
La Iglesia Católica ejerce en esta etapa como un verdadero dique de contención ante la falta de equipamientos en el distrito ya que el párroco de Nuestra Señora de Moratalaz, Ramón Lledó Martín, servirá de nexo entre la administración, Urbis y los vecinos. Bajo su amparo, se organizaron los vecinos en entidades que estaban prohibidas y se abrió el primer dispensario médico en el actual colegio de Nuestra Señora de Moratalaz (llamado entonces colegio parroquial Santa Lucía).
El 26 de diciembre de 1963 se aprueba el Plan General del área metropolitana de Madrid. En él queda regularizada la situación de Moratalaz, recogidas sus zonas como un todo estructurado en cuatro barrios: Oeste, Este, Pavones Sur y Pavones Norte.
En 1964 se inauguró la plaza Pablo de Garnica, actual plaza del Encuentro. Fue llamada así porque Pablo Garnica, Consejero de Administración de Banesto, apoyó con su enorme capacidad de crédito a Urbis, que por aquel entonces sufría graves apuros económicos.

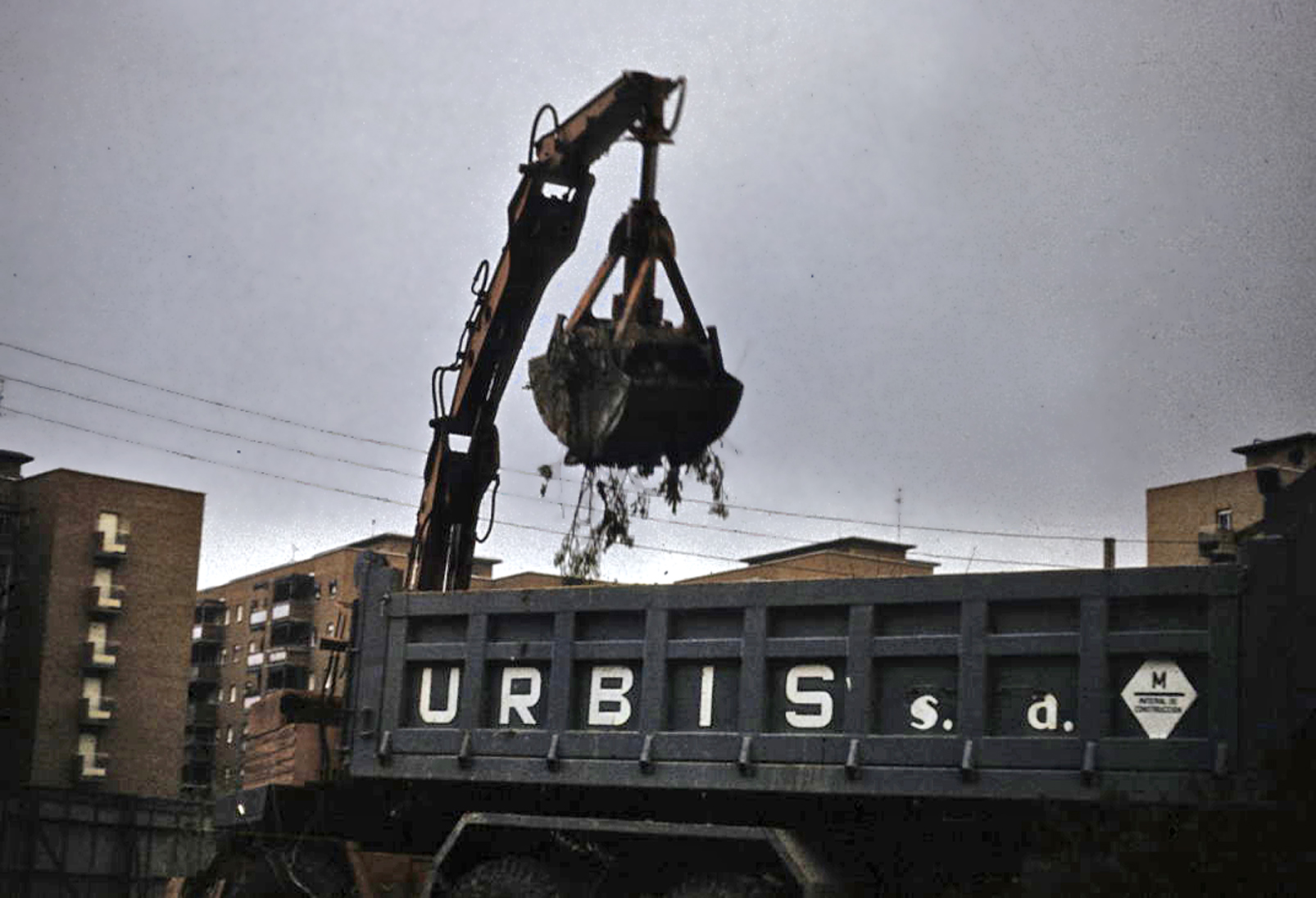
Obras en 1974 en el parque de Moratalaz, con un camión de la constructora Urbis.

En 1966 se inauguró el colegio Doctor Conde de Arruga, ubicado en la calle Hacienda de Pavones 105. En su jardín se descubrió también un busto al prestigioso oftalmólogo español.
Su extraordinario desarrollo en los años 1970 gracias a los programas del Ministerio de la Vivienda (aún se pueden encontrar placas de dicha entidad, con las flechas y el yugo) y la constructora Urbis se basaba en la idea -novedosa en la época- de separar los viales para automóviles, donde se ubicaban los portales de las bloques de viviendas, de los paseos. La idea no funcionó entonces y es ahora cuando sus habitantes más disfrutan de las zonas alejadas del tráfico.

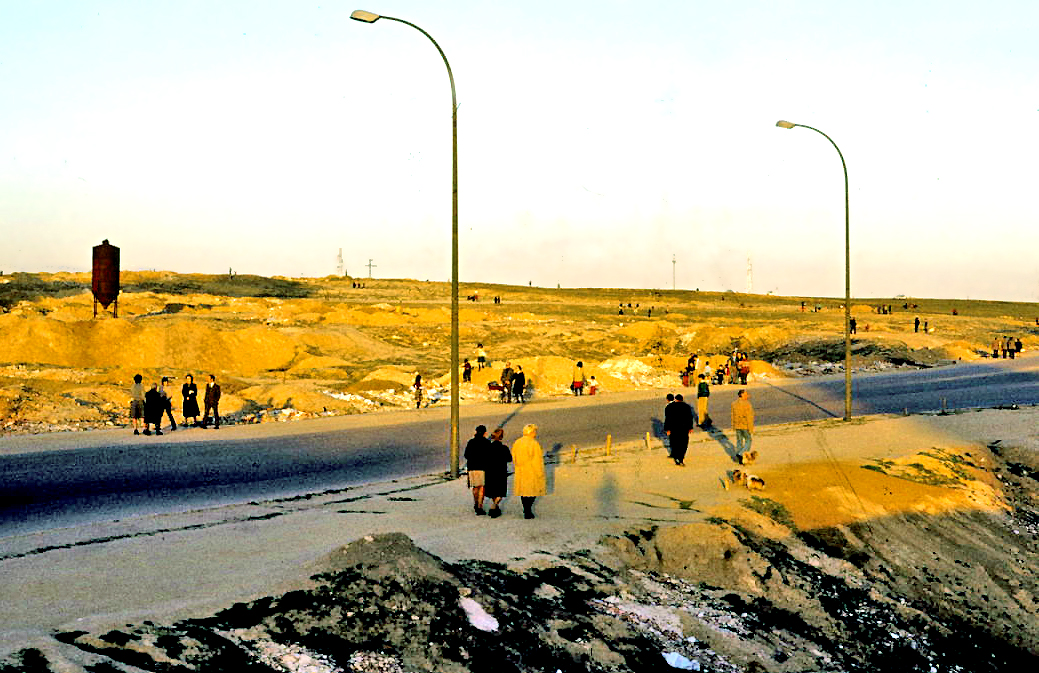
Personas paseando por la carretera de Vicálvaro (actual calle del Doctor García Tapia)

Desde 1971, se le anexó el actual distrito de Vicálvaro, dando lugar al distrito de Moratalaz-Vicálvaro; unión que se escindió en la reestructuración de 1987, dando lugar desde entonces a los distritos con dichos nombres. El 1 de julio de 1988, según el acuerdo del pleno del Ayuntamiento de Madrid de fecha 27 de marzo de 1987, Moratalaz se convirtió en distrito número 14 de Madrid.
El 21 de septiembre de 1972 tuvo lugar la inauguración del polideportivo, además del mercado, correos, la sede de la policía municipal y de los juzgados.
A mediados de la década de los 70 del siglo XX casi todo Moratalaz estaba construido. A partir de allí, la labor de las asociaciones de vecinos se intensifica. Abordan temas urbanísticos y diversos problemas sociales. Llegan a concentrar el 14 de septiembre de 1976 en una manifestación prohibida a miles de personas con el lema “Pan, Justicia y Libertad”.
El valenciano Antonio Galbis con setenta y dos años consiguió en Moratalaz el récord Guinness de la paella más grande del mundo, que disfrutaron 100 000 personas en 2001. Se utilizaron varias grúas, rastrillos gigantes, una paellera de 400 metros cuadrados, 6000 kilos de arroz, 12 500 de pollo y conejo, 5000 de verduras, 11 000 litros de aceite de oliva virgen, 300 kilos de sal, 26 kilos de pimentón, 16 de colorante y un kilo de azafrán molido.

## Transporte

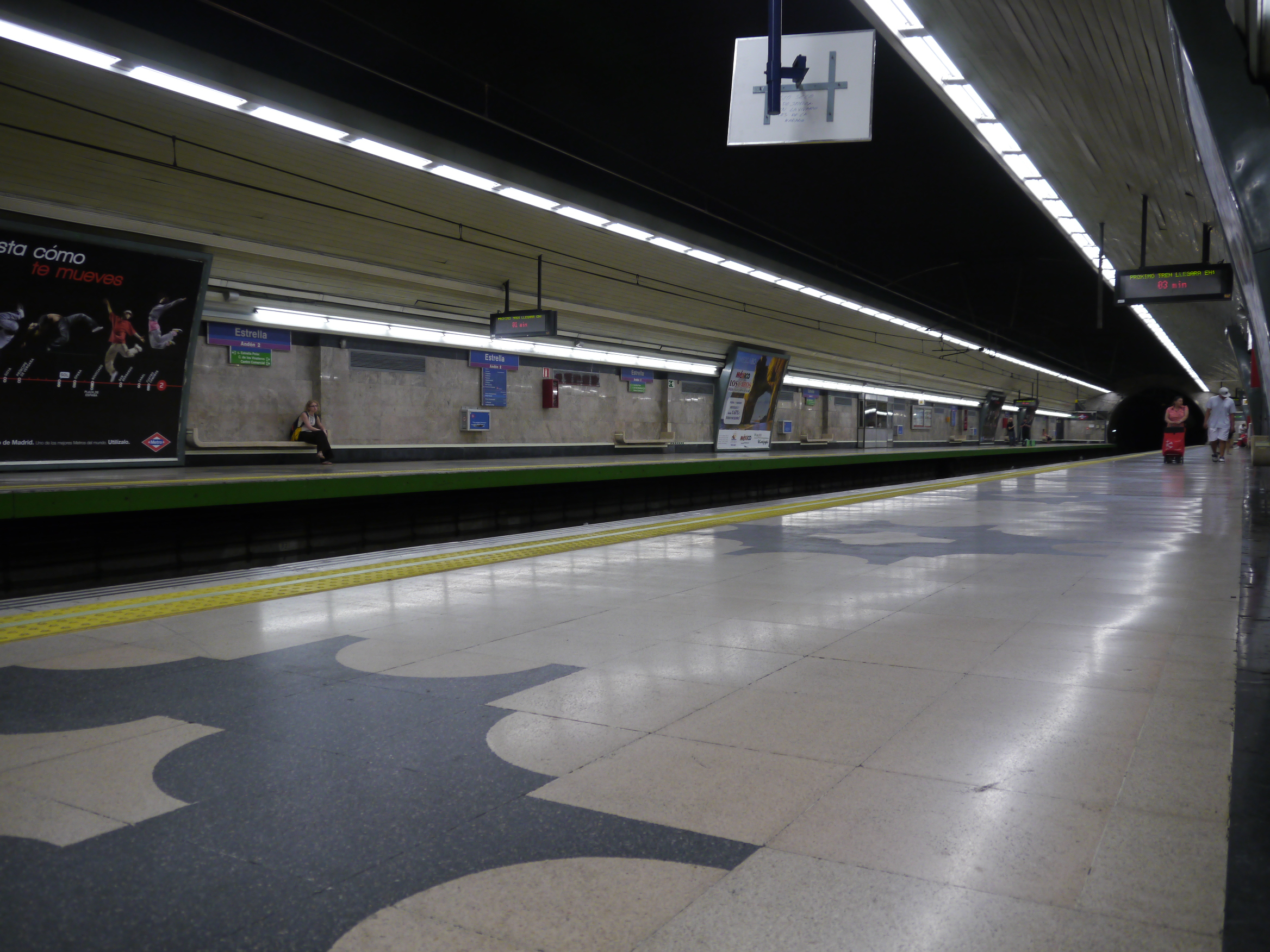
La estación de Estrella, de la línea 9 de Metro Madrid

### Metro de Madrid
El distrito está atravesado por una línea:
- : discurre bajo el Camino de Vinateros, Pico de Artilleros y Hacienda de Pavones con cuatro estaciones dentro del mismo: Estrella, Vinateros, Artilleros y Pavones.

### Autobuses
Dentro de la red de la Empresa Municipal de Transportes de Madrid, las siguientes líneas prestan servicio a barrios de este distrito:
| línea       | vías cubiertas sentido ida |
| ----------- | --- |
| 8           | Avda. Moratalaz, Arroyo Fontarrón, Encomienda de Palacios, Hacienda de Pavones, Valdebernardo |
| E4          | Valdebernardo, Pavones, O'Donell, Narváez, Goya |
| 20          | Cº Vinateros, Corregidor Diego de Valderrábano, Avda. Moratalaz, Hacienda de Pavones, Encomienda de Palacios, Arroyo Fontarrón, Fuente Carrantona, Valdebernardo, Intercambiador de Pavones                              |
| 30          | Cº Vinateros, Arroyo Media Legua, Entrearroyos, Pza. Corregidor Sancho de Córdoba, Hacienda de Pavones, Pico de Artilleros, Avda. Doctor García Tapia, Laponia, El Cairo, Luis de Hoyos Sainz, Intercambiador de Pavones |
| 32          | Cº Vinateros, Arroyo Media Legua, Entrearroyos, Avda. Moratalaz, Pico de Artilleros, Luis de Hoyos Sainz, Valdebernardo, Hacienda de Pavones, Intercambiador de Pavones                                                  |
| 63143       | Arroyo Fontarrón (solo dirección Felipe II y Manuel Becerra) |
| 71          | Avda. Doctor García Tapia, Arroyo Belincoso, Cº Vinateros, Pico de Artilleros, Hacienda de Pavones |
| 100         | Pza. Encuentro, Hacienda de Pavones, Fuente Carrantona, Avda. Doctor García Tapia, Cº Viejo de Vicálvaro |
| 113         | Arroyo Media Legua |
| 140 142 144 | Intercambiador de Pavones, Fuente Carrantona |
| N8          | Cº Vinateros, Arroyo Media Legua, Entrearroyos, Pza. Corregidor Sancho de Córdoba, Hacienda de Pavones, Encomienda de Palacios, Fuente Carrantona, Luis de Hoyos Sainz, Pico de Artilleros, Avda. Doctor García Tapia    |

## Política

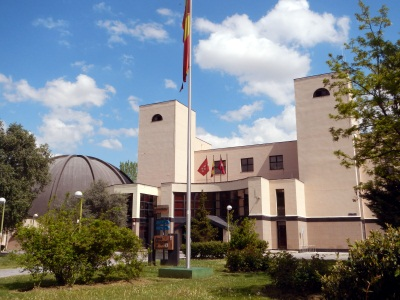
La Junta Municipal de Distrito

En las elecciones municipales de 2003 el censo electoral del distrito de Moratalaz era de 85 601 personas. De éstas, acudieron 62 841 a votar (73,41 %), lo que supuso una abstención de 22 760 personas. Los votos se distibuyeron de la siguiente forma: 231 (0,75 %) fueron nulos, 964 en blanco (1,54 %), 30 683 para el Partido Popular (49,77 %), 24 384 para el Partido Socialista de Madrid (39,55 %), 4708 a Izquierda Unida Comunidad de Madrid (7,64 %) y 1871 al resto (3,04 %).
En las elecciones municipales de 2007 el censo fue de 79 307. De estos, 23 289 se abstuvieron de votar. De los 56 018 restantes (70,63 %) 282 votaron nulo (0,5 %), 1033 en blanco (1,85 %), 29 275 al Partido Popular (52,52 %), 18 680 al Partido Socialista de Madrid (33,52 %), 5239 a Izquierda Unida Comunidad de Madrid (9,4 %) y 1509 al resto (2,71 %).
Entre estas dos elecciones el censo se redujo en 6294 personas (-7,35 %), los cuales además acudieron en menor número a votar (2,32 % más de abstención). Por candidaturas, el PP perdió 1408 votos (-4,59 %), el PSOE 5704 (-23,39 %), IU ganó 531 (+11,28 %, la única fuerza que aumentó su número de votos) y el resto perdió 362 (-19,35 %); es de señalar que gran parte de estas pérdidas se debió a la reducción del censo.
En las elecciones municipales de 2011 estaban censadas en el distrito de Moratalaz 78 838 personas, de las cuales 55 049 acudieron a votar (68,92 %) y 23 789 (31,08 %) se abstuvieron. De los votos válidos 24 458 (47,16 %) fueron a parar al Partido Popular, 13 894 (26,79 %) al Partido Socialista de Madrid-PSOE, 6014 (11,60 %) a Izquierda Unida Comunidad de Madrid y 3888 (7,50 %) a Unión Progreso y Democracia. El resto de votos fueron para partidos que no obtuvieron representación en el Ayuntamiento de Madrid.
| PSOE                     | 16 476 | 29.66 % |
| PP                       | 14 388 | 25.9 %  |
| Podemos-IU               | 8057   | 14.5 %  |
| Vox                      | 7555   | 13.6 %  |
| Cs                       | 4493   | 8.09 %  |
| Más País-Equo            | 3518   | 6.33 %  |
| PACMA                    | 408    | 0.73 %  |
| Recortes Cero-GV-PCAS-TC | 69     | 0.12 %  |
| PH                       | 33     | 0.06 %  |
| PCPE                     | 30     | 0.05 %  |
| PCTE                     | 22     | 0.04 %  |

## Educación
En el distrito de Moratalaz, hay 20 escuelas infantiles (3 públicas y 17 privadas), 10 colegios públicos de educación infantil y primaria, 6 institutos de educación secundaria, 7 colegios privados (con y sin concierto) y una escuela de artes plásticas y diseño.

## Seguridad
Moratalaz está reconocido como uno de los distritos más seguros de Madrid según el consejo de Seguridad celebrado en abril de 2011.[cita requerida] Durante el periodo anterior se habían cometido un total de 2142 delitos y 2443 faltas,[cita requerida] teniendo una incidencia especial los robos cometidos en interior de establecimientos, habitualmente mediante el procedimiento del butrón, y los robos o hurtos en interior de vehículos.

## Ocio

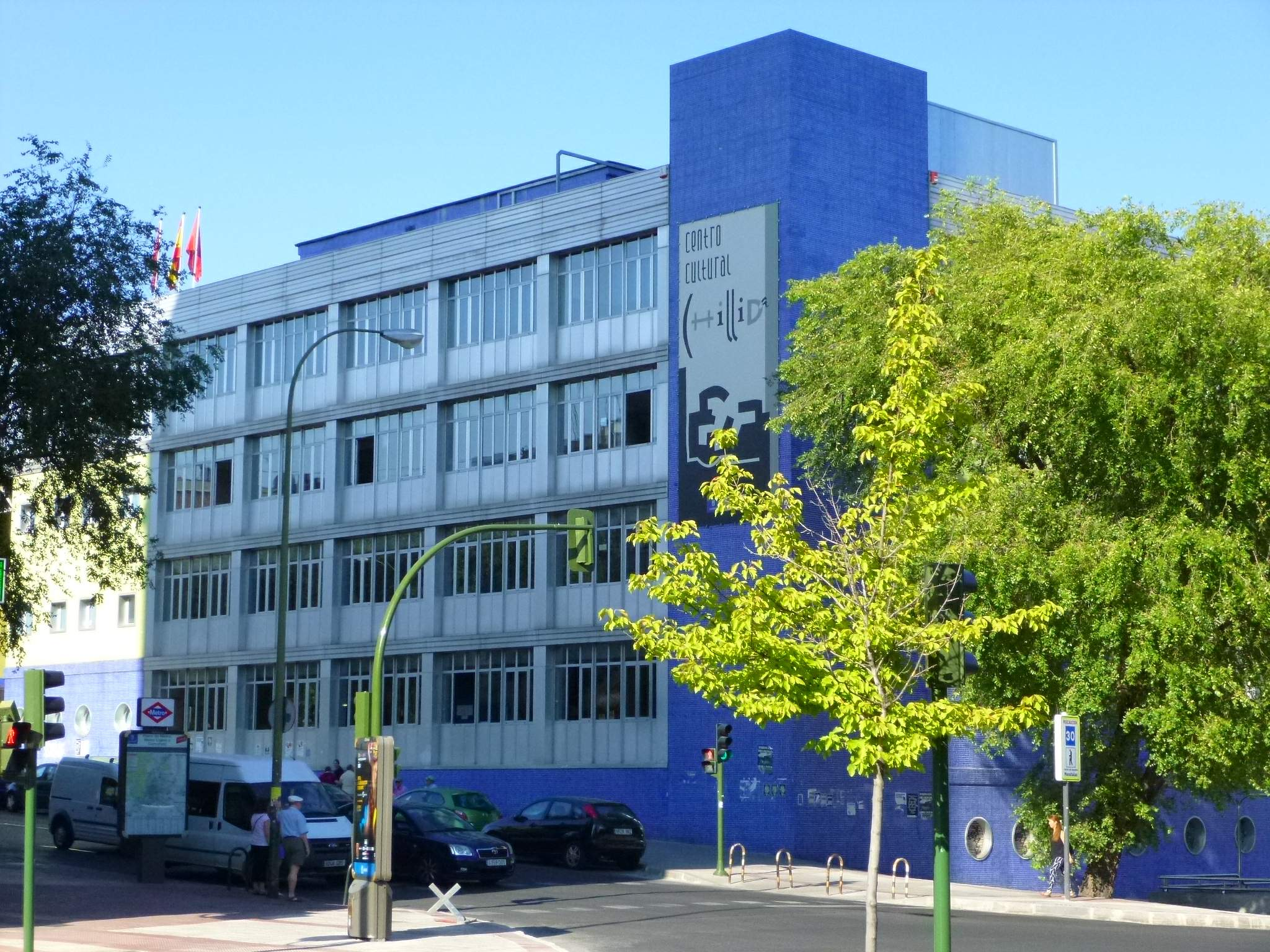
Centro Cultural Eduardo Chillida

La zona de ocio por excelencia del distrito son las denominadas "Lonjas" o "Lonja", un área peatonal en el centro del barrio que cuenta con numerosas cervecerías, pubs y comercios.
Destaca la gran cantidad de zonas verdes existentes (un 20% del suelo del distrito) entre las que se encuentran la Cuña Verde, los jardines Dionisio Ridruejo (popularmente conocidos como "Parque del Lago" o "Parque de la Esperanza"), el parque de Moratalaz (conocido como "Parque Z"), el parque Darwin, que bordea la A-3 o "La Martala" (conocido popularmente como "Parque de la rueda").
En Moratalaz se mantuvieron abiertos dos cines. El Cine Moratalaz, que estaba en la calle Hacienda de Pavones, estuvo funcionando entre los años 1963, en que se inauguró, y 1983, fecha en que se cerró. Con un aforo de 1214 butacas, constaba de una única sala que ofrecía sesión continua en programa doble a partir de las 4 p. m. de lo que entonces se llamaban películas de "reposición". El Cine Garden en avenida de Moratalaz, estuvo abierto desde 1972 hasta 1989, durante muchos años proyectó películas de estreno y fue la alternativa a irse a Gran Vía para ver cine actual. Hoy en día el primero es un ambulatorio y el segundo se convirtió temporalmente en un bingo y actualmente es un gimnasio. 
En su día, el mismo edificio que albergaba el Cine Garden tenía una discoteca, la cual prácticamente solo abrió en los 70. Tuvo que ser cerrada por una creciente ola de altercados y peleas, situaciones muy habituales en la época.
Las fiestas de Moratalaz se celebran la segunda o tercera semana de junio en el recinto ferial de la Cuña Verde (en la parte nueva inaugurada en 2021, José Bergamín con Fuente Carrantona
Originalmente las fiestas tenían lugar en la calle Fuente Carrantona, durante muchos años, hasta el 2004.
Durante las fiestas tocan grupos musicales actuales, y se realizan diversas actividades culturales. Los distintos eventos culturales tienen lugar en el centro cultural El Torito, salón de actos del distrito de Moratalaz, polideportivo de Moratalaz, y en el recinto ferial.
Cuenta con varios tramos de carril bici sobre todo en la parte denominada "Cuña Verde", además le recorre el Anillo Verde Ciclista que es uno de los proyectos más importantes de la ciudad de Madrid de estas características. Se construyó hace unos años otro carril bici que es colindante a las calles Vinateros (desde la intersección con Diego Valderrabano) y la avenida Moratalaz hasta Corregidor Licenciado Antonio Mena. También hay otro carril bici en el parque Darwin.
Además la Bicicrítica Moratalaz es un evento mensual que se celebra los penúltimos jueves de cada mes saliendo de la plaza del encuentro, y que reivindica el uso de la bicicleta por ser un medio de transporte limpio y más saludable.

## En la cultura

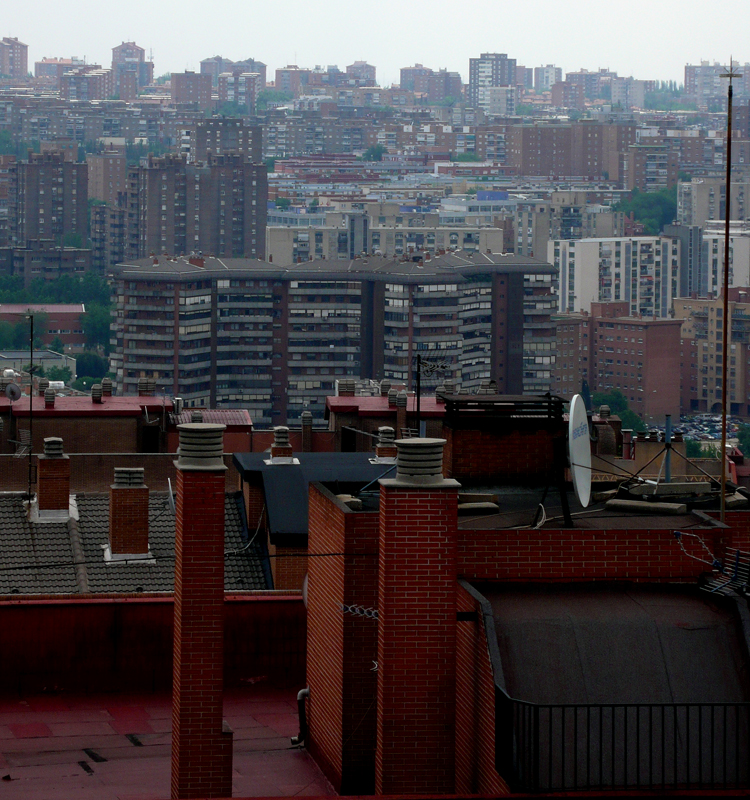
Vista de Moratalaz desde el distrito de Retiro

- Vista de Moratalaz desde el distrito de RetiroEl tema «Moratalá» del álbum de 2003 Sin noticias de Holanda del cantante Melendi, hace referencia al distrito. Así se mencionan algunos lugares del barrio como el parque conocido como el Zeta (llamado oficialmente parque de Moratalaz).[23]
- La canción del álbum de La Cabra Mecánica «En la soleada tarde de domingo en un parque de Moratalaz» hace referencia al distrito y a sus parques.
- En la canción «Eva tomando el sol» del álbum de 1988 El hombre del traje gris de Joaquín Sabina, se relata la historia de una pareja que vivía «en un piso abandonado de Moratalaz» donde agregaba «si no has estado allí no has visto el paraíso terrenal...».